# This Too Shall Pass
This Too Shall Pass (с англ. — «Это тоже пройдёт») — песня американской рок-группы OK Go, выпущенная в качестве второго сингла с их третьего студийного альбома Of the Blue Colour of the Sky. На песню было выпущено два музыкальных видео, премьера обоих состоялась на официальном канале группы на видеоплатфоме YouTube. В первом звучит живое исполнение песни с использованием оркестровых инструментов, а группа марширует вместе с оркестром университета Нотр-Дам. Во втором группа находится рядом с гигантской машиной Голдберга, построенной так, чтобы работать в такт песне. Оба видео, как и многие другие группы OK Go, были сняты одним кадром. Песня и видео быстро приобрели популярность, что увеличило продажи синглов и билетов на выступления группы, но не сильно помогло продажам альбома. Возникли трудности с маркетингом и распространением одного из музыкальных видео, связанные с EMI, лейблом группы. Они привели к созданию группой собственного лейбла  Paracadute Recordings вскоре после выпуска сингла.

## Содержание песни
В тексте песни призывается «забыть об этом, ведь это тоже пройдёт» (англ. let it go, this too shall pass), вместо того, чтобы таскать за собой «мёртвый груз» (англ. keep draggin' that dead weight around). В песне продолжается главная тема альбома Of the Blue Colour of the Sky, который, по словам вокалиста и гитариста группы OK Go Дамиана Кулаша, посвящён «поиску надежды в безнадёжные времена». Как и другие синглы с альбома, «This Too Shall Pass» был написан группой в конце 2000-х годов.
Billboard назвал эту песню «псих-поп гимном» и схожей с «Kids» группы MGMT; отчасти это связано с продюсером альбома Дэйвом Фридманном, который также работал с MGMT и The Flaming Lips и принёс некоторые из их музыкальных стилей в альбом.

## Отзывы
Премьера видео «Rube Goldberg Machine» состоялась на YouTube 2 марта 2010 года. За день после премьеры видео было просмотрено более 900 тысяч раз, в течение шести дней 6 миллионов, и было названо CNN «мгновенно вирусным». За первый месяц набрало 10 миллионов просмотров. В рамках успеха обоих видео группа начала выставлять на аукцион реквизит из них, включая форму, надетую группой в видео «Marching Band», и некоторые шарики для пинг-понга из второго видео. Видео «Rube Goldberg Machine» было представлено на выставке «YouTube Play: Биеннале креативного видео», выставку лучших пользовательских видеороликов с YouTube, войдя в список из 125 работ, но в конечном итоге не было выбрано в качестве одного из 25 видеороликов-победителей.
Успех видео не привёл к продажам альбома The Blue Colour of the Sky, проданного тиражом всего 40 000 копий с момента его выпуска. The Independent написали в своей статье, что это связано с непримечательностью музыки в альбоме, а музыкант Макс Тундра предположил, что группа должна «записать инновационное, захватывающее музыкальное произведение — и сделать к нему скучное, невзрачное видео». Тем не менее, с момента выхода видео продажи билетов на концерты OK Go и цифровые загрузки песен резко выросли.
В мае 2010 года сингл дебютировал на 39-м месте в чарте Billboard Alternative Songs, что стало первым появлением группы в чарте после «Here It Goes Again» в 2006 году. В итоге песня достигла 36-го места.

## Чарты
| Чарт (2010)                         | Высшая позиция |
| ----------------------------------- | -------------- |
| Австралия (ARIA)                    | 97             |
| США (Billboard Alternative Airplay) | 39             |